# Medveczky Gabriella

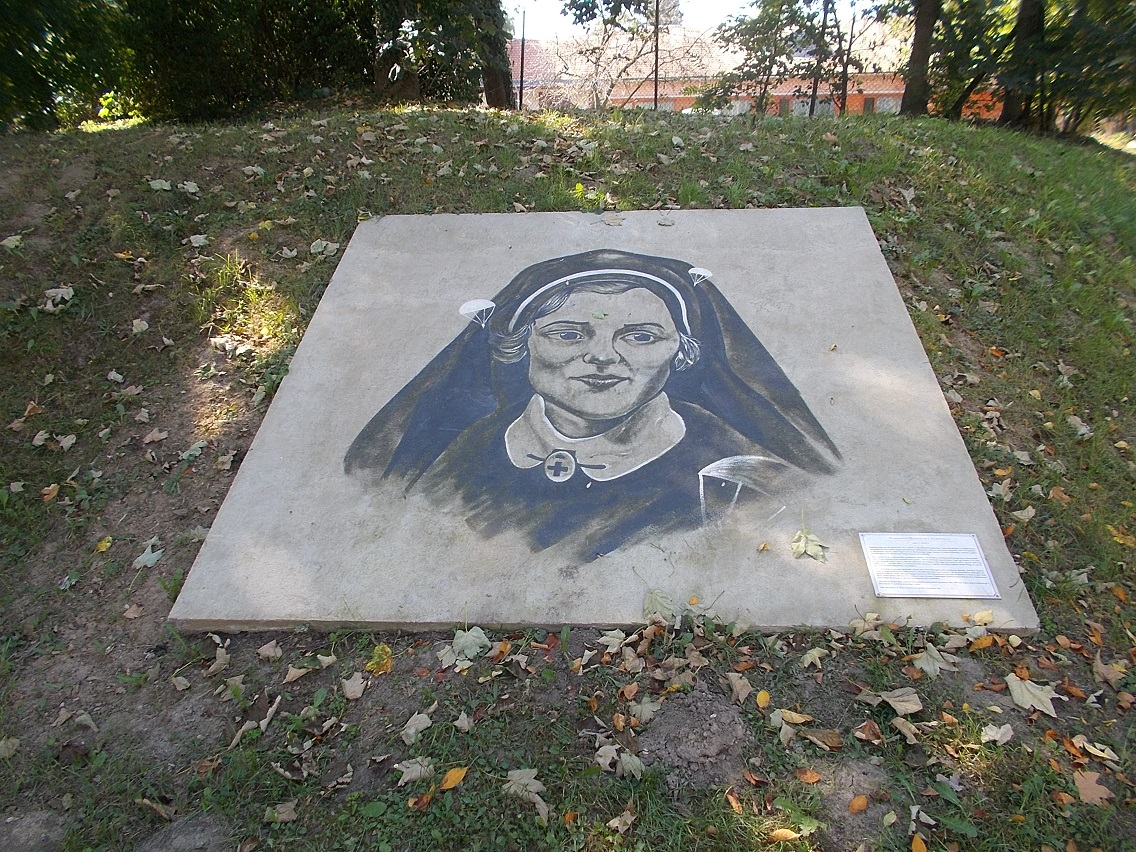
a róla készült grafitti Dombóváron - Virág Kristóf

Medveczky Gabriella (Majoros Lászlóné, Szabó Gabriella) (Dombóvár, 1911. június 17. – Dombóvár, 2001. október 8.) a második magyar női ejtőernyős.

## Életpálya
Tanulmányait Sátoraljaújhelyen a Vöröskeresztes Ápolónőképző Intézetben végezte. Budapesten a Honvéd Kórházban dolgozott. 1940–1944  között Nagyváradon és Marosvásárhelyen szervezte újjá a Magyar Vöröskereszt helyi szervezetét. Felállított egy 1000 ágyas hadikórházat, ápolta a második világháborús sebesülteket. Több vöröskeresztes nővér közül Tatár Margittal együtt került kiválasztásra. Szigorú orvosi alkalmassági vizsga, elméleti és fizikai felkészítés, szoktató repülés, ejtőernyős kiképzés következett. Az eredményes felkészülést követően kiképzettnek nyilvánították őket. Egy nagyszabású, levegőből történő mentési bemutató részeseként tevékenykedett. A program harmadik (fő) részeként egy kórház személyzetét dobták le ejtőernyővel. A kórházgép pilótája Miticzky Béla százados, légügyi főellenőr volt. A bemutató ejtőernyős ugrás résztvevői: dr. Lehóczky Béla honvéd főorvos, Medveczky Gabriella és Tatár Margit vöröskeresztes ápolónővér, valamint Hídvégi Géza ápoló volt. Két ejtőernyő, fő és mentő volt rajtuk, amit elég nehéznek találtak. Az egyik a géphez volt erősítve, a másikat nekik kellett volna kinyitni, ha a háternyő nem működik. Vöröskeresztes nővérként a második magyar nő, aki 1937. június 12-én a mátyásföldi repülőtéren végrehajtott mentési gyakorlaton ejtőernyővel kiugrott az 1936-ban Hollandiából vásárolt Fokker F VII típusú repülőgépből. 1944-ig oktatóként és intézőként szolgált. 1947-től a dombóvári mentőszolgálat telefon-ügyeletese volt nyugdíjazásáig.

## Szakmai sikerek
- Légrády Ottó által alapított emlékserleg, ejtőernyős jelvény - ejtőernyős teljesítményéért.
- Florence Nightingale emlékérem - A Vöröskereszt Nemzetközi Bizottsága a háború után tüntette ki.
- Pro Oppido Dombóvár díszpolgári cím - 1993

## Emlékezete
- Emlékét Dombóváron grafitti őrzi - túraútvonal: Hírességek útja[3]
- Kerámia portré a Dombóvári Pantheonban - Ivanich üzletház árkádjának falán Dombóváron - 2012[4]

## Külső hivatkozások
- Medveczky Gabriella. metropol.hu. [2011. június 21-i dátummal az eredetiből archiválva]. (Hozzáférés: 2011. december 12.)